# Cultura do Barém
A cultura do Barém é fortemente determinada pela prática do islã. Na verdade, é praticada pela grande maioria das pessoas no país e determina seu comportamento pessoal, econômico, político e jurídico. De acordo com o que o Alcorão diz, o povo bareinita reza cinco vezes ao dia, sendo sexta-feira o dia sagrado, durante o qual todas as atividades cessam.
A família e o conceito de pertencer a uma tribo constituem a base tanto da estrutura social como da identidade individual. A lealdade para a família está acima de outras relações sociais, até mesmo nos negócios. O nepotismo é visto positivamente, uma vez que garante que as pessoas são confiáveis, o que é extremamente importante em um país onde o trabalho com pessoas que você conhece e confia é de extrema importância. A família bareinita costuma ser muito reservada e é comum que famílias extensas e numerosas vivam na mesma casa ou vila.
No Barém, apenas cerca da metade da população é árabe e a maioria desse povo nasce no Barém, mas apenas uma minoria delas é omanense ou saudita. Os habitantes de origem estrangeira, que compõem mais de metade da população, vêm principalmente do Irã, da Índia, do Paquistão, das Filipinas, da Grã-Bretanha e dos Estados Unidos. Cerca de três quintos da força de trabalho da Ásia são de estrangeiros.

## Pessoas e patrimônio
A população é principalmente muçulmana, o que inclui as seitas sunitas e xiitas. O Barém é o único estado do golfo Pérsico com uma população judia ativa e tem a maior minoria cristã dos estados árabes do golfo Pérsico. Cerca de 1.000 cristãos têm a cidadania bareinita, com o Cuaite vindo em segundo lugar, com apenas cerca de 200 cristãos. O árabe é a língua oficial do país.
Apesar do seu rápido desenvolvimento econômico, o Barém permanece sendo, em muitos aspectos, essencialmente árabe em sua cultura. O futebol é o esporte mais popular, enquanto os passatempos tradicionais são a falcoaria, passeios a cavalo e a caça à gazela e lebre, ainda praticada pelos cidadãos mais ricos do país. Corridas de cavalos e camelos são os entretenimentos públicos mais populares entre a população.
As indústrias artesanais tradicionais contam com o apoio estatal e popular.

## Meios de comunicação
Vários jornais semanais e diários são publicados em árabe, sendo Akhbar Al Khaleej, Al Ayam, Al Waqt dois deles. Um pequeno número de jornais são em inglês, sendo Gulf Daily News e Bahrain Tribune dois deles. A maior parte da imprensa é de propriedades privadas e não estão sujeitas à censuras ao abster-se de criticar a família dominante. As estações de rádio e televisão estatais possuem programas em árabe, embora existam canais em inglês e hindi (rádio).

## Festivais, costumes e rituais
- Eid al-Fitr
- Eid al-Adha
- Ramadã
- Mulude
- Dia da Independência do Barém
- Dia Nacional do Barém
- Nasfa
- Gira'oon